# Парламент Румынии
Парламент Румынии (рум. Parlamentul României) — высший представительный орган и носитель законодательной власти (парламент) Румынии. В 1948—1989 годах носил название — Великое национальное собрание Румынии.
Является двухпалатным. Каждая палата избирается на 4 года при всеобщем тайном голосовании и может менять количество мест в зависимости от численности населения страны. Согласно статистике, численный состав Парламента изменяется с каждыми выборами:
| Выборы | Численность | Численность |
| ------ | ----------- | ----------- |
| Выборы | в Сенате    | в ПД        |
| 1990   | 119         | 395         |
| 1992   | 143         | 341         |
| 1996   | 143         | 343         |
| 2000   | 140         | 345         |
| 2004   | 137         | 332         |
| 2008   | 137         | 334         |
| 2012   | 176         | 412         |
| 2016   | 134         | 308         |

Как и Президент, могут продлевать срок своих созывов в условиях войны. Новые выборы в Парламент проводятся не позднее чем через 3 месяца после прекращения мандата палат. Новоизбранный Парламент созывается главой государства, который ведёт общее собрание обеих палат. После этого каждая из палат на первом своём заседании избирает Президиум — постоянное бюро, формирует постоянные комиссии.
Председатель каждой из палат возглавляет бюро. Палаты созываются председателями на сессии, длящихся с февраля по июнь и с сентября по декабрь. Появлением внеочередных сессий Парламента может быть продиктовано решение Президента, постоянного бюро каждой из палат, а также их членов. В новом созыве происходит доработка законопроектов, начатых в старом созыве большинством голосов как и новые законопроекты, решения и резолюции. Организацию и порядок работы палат определяет регламент.
Палаты могут собираться как в публичном режиме работы, так и в закрытом. Палаты могут собираться на совместные заседания в таких случаях, как на заслушивании Послания Президента, утверждения государственного бюджета и бюджета государственного социального страхования, объявления общей или частичной мобилизации, объявления состояния войны, приостановления или прекращения военных действий, рассмотрения отчетов Верховного Совета Обороны и Счётной Палаты, назначения по предложению Президента директора Румынской Службы Информации и осуществления контроля за этой службой.
До изменений в конституции в 2003 году, обе палаты имели одинаковые полномочия и совместно утверждали законы. Ранее если мнение палат расходится, то специальная комиссия (comisie de mediere) согласовывала окончательный текст закона. После референдума 2003 года Сенат был объявлен решающей палатой (cameră decizională), что ускорило согласование законов.